# Criosuzione
La criosuzione è la suzione capillare risultante dalla pressione negativa che si forma in un suolo congelato nel quale l'acqua, migrando per capillarità attraverso le porosità del suolo, raggiunge la zona di congelamento dove si trasforma in ghiaccio.
I suoli a grana fine, come le argille e il silt, consentono l'instaurarsi di pressioni negative superiori a quelle dei suoli a grana più grossolana a causa della minore dimensione dei loro pori. In ambiente periglaciale questo meccanismo è particolarmente importante ed è il processo predominante nella formazione di lenti di ghiaccio nelle aree a permafrost.

## Processo
Dal momento che il congelamento procede normalmente dalla superficie verso il basso, la formazione di uno strato di ghiaccio vicino alla superficie provoca man mano il criosollevamento. Mentre cresce, questo strato attrae dal basso per criosuzione l'acqua, la quale si congela nella parte inferiore dello strato che si sta sviluppando. Il ghiaccio così formato viene chiamato ghiaccio di segregazione, perché separa segregandola l'acqua precedentemente dispersa nel suolo. L'acqua trasportata per mezzo della criosuzione verso lo strato superiore del suolo forma così il ghiaccio di segregazione; questa veicolazione del liquido, agevolata anche dal fatto che l'acqua si espande del 9% dopo il congelamento, solleva gradualmente la superficie del terreno al formarsi del ghiaccio di segregazione, causando il fenomeno del criosollevamento.
Il ghiaccio di segregazione spesso forma strati distanziati in modo regolare. Ogni strato che si forma tende a risucchiare liquido dal terreno sottostante prosciugandolo. Quando la forza della criosuzione non è più in grado di sollevare per capillarità l'acqua dal basso, l'ispessimento dello strato corrente cessa e il raffreddamento prosegue verso il basso fino a che un nuovo strato di ghiaccio non sia in grado di iniziare a formarsi ad una profondità maggiore.

## Lenti di ghiaccio
In ambienti periglaciali questo meccanismo è particolarmente importante ed è il processo predominante nella formazione di lenti di ghiaccio nelle aree a permafrost. Sono stati proposti vari modelli per la formazione di lenti di ghiaccio per criosuzione, tra cui il modello idrodinamico e il modello a pre-fusione; molti di essi sono basati sull'equazione di Clausius-Clapeyron con varie assunzioni, che portano a potenziali di criosuzione fino a 11-12 atm per grado Celsius al di sotto dello zero, in funzione della dimensione dei pori.